# Libertad (Anzoátegui)
Libertad é um município da Venezuela localizado no estado de Anzoátegui.
A capital do município é a cidade de San Mateo.